# Jadwiga Podmostko
Jadwiga Podmostko z domu Andruszkiewicz (lit. Jadvyga Podmostko; ur. 9 stycznia 1942 w Dudzie koło Niemenczyna, zm. 27 stycznia 2022 w Wilnie) – polska dziennikarka działająca na Wileńszczyźnie, od 1965 roku związana z „Kurierem Wileńskim”, w latach 1995–2001 redaktor naczelna „Przyjaźni”. 

## Życiorys
Jadwiga Podmostko urodziła się w 1942 roku na Wileńszczyźnie jako córka Ignacego i Konstancji z Rynkiewiczów. Ukończyła Szkołę Średnią nr 19 (obecnie im. Władysława Syrokomli) w Wilnie, później zaś studiowała na Wydziale Dziennikarstwa Białoruskiego Uniwersytetu Państwowego im. Włodzimierza Lenina w Mińsku. Studia ukończyła w 1967 roku. 
Od 1965 roku pracowała w redakcji  „Czerwonego Sztandaru”, gdzie sprawowała funkcję kierownika Działu Rodziny i Prawa, zasiadała również w kolegium redakcyjnym. W latach 1995–2001 pełniła obowiązki redaktor naczelnej tygodnika rejonu wileńskiego „Przyjaźń”, była również zastępcą prezesa Stowarzyszenia Kobiet Polek Litwy. Od 1997 do 2022 roku była wydawczynią i redaktorką „Kalendarza Rodziny Wileńskiej”.
Uczestniczka Międzynarodowych Festiwali Poezji „Maj nad Wilią” w Wilnie. Kronikarka wileńskiej działalności kulturalnej. W 2003 roku, z okazji 50-lecia „Kuriera Wileńskiego”, została nagrodzona odznaką „Zasłużony Działacz Kultury” oraz Krzyżem za Wolność i Niepodległość z Mieczami. W 2017 roku nagrodzono ją „Orlim Piórem” w konkursie dla dziennikarzy polskich mediów na Litwie, organizowanym przez Związek Polaków na Litwie.
Zamężna z Włodzimierzem Podmostko, miała dwie córki. Zmarła w styczniu 2022 roku.
W 2019 została odznaczona Złotym Krzyżem Zasługi.

## Źródła
- „Podmostko, Jadwiga”, [w:], „Polacy na Litwie 1918-2000. Słownik biograficzny”, red. Mieczysław Jackiewicz, Wydawnictwo Andrzej Frukacz, Warszawa 2003, s.162
- Odeszła Jadwiga Podmostko. „Ogromna strata dla całej redakcji »Kuriera Wileńskiego«, kurierwilenski.lt z 27 stycznia 2022 [dostęp: 2022-01-28]